# Andretta
Andretta és un municipi situat al territori de la província d'Avellino, a la regió de la Campània, (Itàlia). Limita amb els municipis de Bisaccia, Cairano, Calitri, Conza della Campania, Guardia Lombardi i Morra De Sanctis. Segons cens de 2021 te 1.203 habitants en una superfície de 0,9127 km².